# Villarreal Club de Fútbol 2015-2016
Questa voce raccoglie le informazioni riguardanti il Villarreal Club de Fútbol nelle competizioni ufficiali della stagione 2015-2016.

## Stagione

### Campionato
In campionato il Villarreal ha chiuso il campionato al quarto posto con 64 punti, frutto di 18 vittorie, 10 pareggi e 10 sconfitte. Con questo piazzamento la squadra si è classificata per i play-off della Champions League 2016-2017.
In Coppa del Re la squadra è arrivata fino agli ottavi di finale, dove è stata eliminata dall'Athletic Bilbao, vittorioso sia nella gara di andata a Bilbao (3-2), che in quella di ritorno (0-1).
In Europa League il Villarreal, inserito nel girone E con gli austriaci del Rapid Vienna, i cechi del Viktoria Plzeň e i bielorussi della Dinamo Minsk, sono riusciti a passare alla fase ad eliminazione diretta come secondo nel girone dietro al Rapid Vienna. Nei sedicesimi di finale il Villarreal ha eliminato gli italiani del Napoli (1-0 per il Villarreal in Spagna, 1-1 al ritorno). Negli ottavi di finale il Villareal ha avuto la meglio sui tedeschi del Bayer Leverkusen (2-0 per il Villarreal in casa all'andata, 0-0 al ritorno). Nel turno successivo, cioè ai quarti di finale, gli spagnoli hanno eliminato anche i cechi dello Sparta Praga, vincendo sia all'andata in casa (2-1), che al ritorno (2-4). Il cammino si è interrotto in semifinale per mano degli inglesi del Liverpool che, dopo l'1-0 subìto nell'andata, hanno battuto al ritorno 3-0 il Villarreal in casa.

## Rosa
| N. |                         | Ruolo | Calciatore          |
| -- | ----------------------- | ----- | ------------------- |
| 1  | Spagna (bandiera)       | P     | Sergio Asenjo       |
| 2  | Spagna (bandiera)       | D     | Mario Gaspar        |
| 3  | Slovenia (bandiera)     | D     | Bojan Jokić         |
| 4  | Spagna (bandiera)       | C     | Tomás Pina          |
| 5  | Argentina (bandiera)    | D     | Mateo Musacchio     |
| 6  | Spagna (bandiera)       | D     | Víctor Ruiz         |
| 7  | Spagna (bandiera)       | C     | Samu                |
| 8  | Messico (bandiera)      | C     | Jonathan dos Santos |
| 9  | Spagna (bandiera)       | A     | Roberto Soldado     |
| 10 | Brasile (bandiera)      | A     | Léo Baptistão       |
| 11 | Spagna (bandiera)       | D     | Jaume Costa         |
| 13 | Francia (bandiera)      | P     | Alphonse Areola     |
| 14 | Spagna (bandiera)       | C     | Manu Trigueros      |
| 17 | RD del Congo (bandiera) | A     | Cédric Bakambu      |

| N. |                           | Ruolo | Calciatore               |
| -- | ------------------------- | ----- | ------------------------ |
| 18 | Spagna (bandiera)         | C     | Denis Suárez             |
| 19 | Spagna (bandiera)         | A     | Samu Castillejo          |
| 20 | Spagna (bandiera)         | A     | Adrián                   |
| 21 | Spagna (bandiera)         | C     | Bruno Soriano (capitano) |
| 22 | Serbia (bandiera)         | D     | Antonio Rukavina         |
| 23 | Italia (bandiera)         | D     | Daniele Bonera           |
| 24 | Costa d'Avorio (bandiera) | D     | Eric Bailly              |
| 25 | Argentina (bandiera)      | P     | Mariano Barbosa          |
| 26 | Spagna (bandiera)         | C     | Matías Nahuel            |
| 27 | Spagna (bandiera)         | D     | Adrián Marín             |
| 28 | Spagna (bandiera)         | D     | Alfonso Pedraza          |
| 29 | Spagna (bandiera)         | C     | Rodri                    |
| 44 | Spagna (bandiera)         | D     | Pablo Íñiguez            |
| 48 | Spagna (bandiera)         | D     | Miguelón                 |

## Calciomercato

### Sessione estiva
| Acquisti         | Acquisti          | Acquisti            | Acquisti                   |
| R.               | Nome              | da                  | Modalità                   |
| ---------------- | ----------------- | ------------------- | -------------------------- |
| A                | Roberto Soldado   | Tottenham           | definitivo (16 milioni €)  |
| A                | Samu              | Malaga              | definitivo (8 milioni €)   |
| A                | Samu Castillejo   | Malaga              | definitivo (8 milioni €)   |
| A                | Cédric Bakambu    | Bursaspor           | definitivo (7,5 milioni €) |
| C                | Denis Suárez      | Barcellona          | definitivo (4 milioni €)   |
| D                | Víctor Ruiz       | Valencia            | definitivo (2,7 milioni €) |
| A                | Adrián            | Porto               | prestito (1 milione €)     |
| P                | Mariano Barbosa   | Siviglia            | gratuito                   |
| D                | Daniele Bonera    | Milan               | gratuito                   |
| A                | Léo Baptistão     | Atlético Madrid     | prestito                   |
| P                | Alphonse Areola   | Paris Saint-Germain | prestito                   |
| Altre operazioni |                   |                     |                            |
| R.               | Nome              | da                  | Modalità                   |
| A                | Javier Aquino     | Rayo Vallecano      | fine prestito              |
| C                | Javier Espinosa   | Almería             | fine prestito              |
| D                | Aleksandar Pantić | Córdoba             | fine prestito              |
| A                | Jonathan Pereira  | Real Valladolid     | fine prestito              |
| C                | Cani              | Atlético Madrid     | fine prestito              |
| A                | Hernán Pérez      | Real Valladolid     | fine prestito              |
| D                | Pablo Íñiguez     | Girona              | fine prestito              |

| Cessioni         | Cessioni            | Cessioni            | Cessioni                    |
| R.               | Nome                | a                   | Modalità                    |
| ---------------- | ------------------- | ------------------- | --------------------------- |
| A                | Luciano Vietto      | Atlético Madrid     | definitivo (20 milioni €)   |
| A                | Giovani dos Santos  | LA Galaxy           | definitivo (6,36 milioni €) |
| A                | Javier Aquino       | Tigres UANL         | definitivo (4,9 milioni €)  |
| A                | Ikechukwu Uche      | Tigres UANL         | definitivo (3,5 milioni €)  |
| A                | Gerard Moreno       | Espanyol            | definitivo (1,5 milioni €)  |
| A                | Hernán Pérez        | Espanyol            | definitivo (1,3 milioni €)  |
| C                | Cani                | Deportivo La Coruña | gratuito                    |
| P                | Juan Carlos         | Albacete            | gratuito                    |
| C                | José Antonio Dorado | Rayo Vallecano      | gratuito                    |
| A                | Moi Gómez           | Getafe              | prestito                    |
| C                | Javier Espinosa     | Elche               | prestito                    |
| D                | Aleksandar Pantić   | Eibar               | prestito                    |
| A                | Jonathan Pereira    |                     | svincolato                  |
| Altre operazioni |                     |                     |                             |
| R.               | Nome                | a                   | Modalità                    |
| A                | Denis Cheryshev     | Real Madrid         | fine prestito               |
| A                | Joel Campbell       | Arsenal             | fine prestito               |
| D                | Víctor Ruiz         | Valencia            | fine prestito               |

### Sessione invernale
| Acquisti | Acquisti | Acquisti | Acquisti |
| R.       | Nome     | da       | Modalità |
| -------- | -------- | -------- | -------- |

| Cessioni | Cessioni    | Cessioni          | Cessioni |
| R.       | Nome        | a                 | Modalità |
| -------- | ----------- | ----------------- | -------- |
| D        | Bojan Jokić | Nottingham Forest | prestito |

## Risultati

### UEFA Europa League

#### Fase a gironi
| Arbitro: | Stefan Johannesson |

|                                  |           |                   |
| Schwab 50’ S. Hofmann 53’ (rig.) | Marcatori | 45’ Léo Baptistão |

| Arbitro: | Serdar Gözübüyük |

|                   |           |  |
| Léo Baptistão 54’ | Marcatori |  |

| Arbitro: | Serhij Bojko |

|                                         |           |  |
| Bakambu 17’, 32’ Soldado 61’ Bailly 71’ | Marcatori |  |

| Arbitro: | John Beaton |

|           |           |                                         |
| Vitus 69’ | Marcatori | 72’ (rig.) Soldado 86’ (aut.) Palicevič |

| Arbitro: | Paweł Raczkowski |

|                   |           |  |
| Bruno Soriano 78’ | Marcatori |  |

| Arbitro: | Tony Chapron |

|                                        |           |                                             |
| Kolář 8’ (rig.) Kovařík 65’ Hořava 90’ | Marcatori | 40’ Bakambu 62’ J. dos Santos 90+4’ Soriano |

#### Fase a eliminazione diretta
| Arbitro: | Bas Nijhuis |

|            |           |  |
| Suárez 82’ | Marcatori |  |

| Arbitro: | Deniz Aytekin |

|            |           |          |
| Hamšík 17’ | Marcatori | 59’ Pina |

| Arbitro: | Gianluca Rocchi |

|                 |           |  |
| Bakambu 4’, 56’ | Marcatori |  |

| Leverkusen 17 marzo 2016, ore 19:00 CET Ottavi di finale - Ritorno | Bayer Leverkusen | 0 – 0 referto | Villarreal | BayArena (23 409 spett.)\| Arbitro: \| William Collum \| |
| Arbitro:                                                           | William Collum   |               |            |                                                          |

| Arbitro: | Ovidiu Hațegan |

|                 |           |              |
| Bakambu 3’, 63’ | Marcatori | 45+4’ Brabec |

| Arbitro: | Martin Atkinson |

|                       |           |                                                    |
| Dočkal 65’ Krejčí 71’ | Marcatori | 5’, 49’ Bakambu 43’ Castillejo 45+1’ (aut.) Lafata |

| Arbitro: | Damir Skomina |

|              |           |  |
| Adrián 90+2’ | Marcatori |  |

| Arbitro: | Viktor Kassai |

|                                             |           |  |
| Soriano 7’ (aut.) Sturridge 63’ Lallana 81’ | Marcatori |  |